# Tage Jensen
Tage Jensen (7. juni 1920 – 8. februar 2013) var en dansk provst.
Han blev cand.theol. 1946 fra Københavns Universitet, var dernæst hjælpepræst i Jersie og Kirke Skensved Sogne. 1955 blev Jensen kaldskapellan i Gladsaxe Sogn og blev 1960 sognepræst i Humlebæk Sogn. Fra 1967 var han provst i Fredensborg Provsti. 1990 gik han på pension. Han var formand for Dansk Kirke i Udlandet i sit provsti. 2. marts 1977 blev han Ridder af Dannebrog.